# Balonne Highway
Der Balonne Highway ist eine Fernstraße im Süden des australischen Bundesstaates Queensland. Er verbindet den Carnarvon Highway (R46, A55) und den Castlereagh Highway (A55) in St. George mit dem Mitchell Highway (A71) und der Bulloo Developmental Road in Cunnamulla.
Der als Staatsstraße 49 ausgezeichnete Highway stellt die Fortsetzung des Moonie Highway (S49) nach Westen dar. Er ist nach dem Balonne River benannt, an dem die Stadt St. George liegt, und ist Teil des Adventure Way. Zwischen St. George und Cunnamulla liegen keine größeren Städte.
Der höchste Punkt im Verlauf des Highways liegt auf 234 m, der niedrigste auf 180 m. Die maximale Steigung beträgt 5 %.